# Лукаш, Александр Александрович
Александр Александрович Лукаш (24 апреля 1928 — 16 октября 2022) — советский передовик производства, старший аппаратчик Ясиновского коксохимического завода Министерства чёрной металлургии Украинской ССР. Герой Социалистического Труда (1971).

## Биография
Родился 24 апреля 1928 года в городе Дмитриевске-Сталинске (с 1931 года — Макеевка), Сталинской области (с 1961 года — Донецкая область) Украинской ССР.
С 5 мая 1944 года в период Великой Отечественной войны, в возрасте семнадцати лет А. А. Лукаш начал свою трудовую деятельность рабочим на Макеевском коксохимическом заводе, вместе с коллективом Макеевского коксохимического завода занимался работами по восстановлению завода, сильно пострадавшего во время оккупации гитлеровскими войсками и в период боевых действий. После восстановления функционала завода в короткий срок, завод начал работать по выпуску оборонной продукции необходимой для нужд фронта. Уже через пять месяцев, в октябре 1944 года, коллектив завода, в котором работал А. А. Лукаш, выпустил первую военную продукцию для нужд фронта. В 1945 году за трудовые достижения в период войны А. А. Лукаш был удостоен звания «Ударник чёрной металлургии», а в 1948 году Указом Президиума Верховного Совета СССР был награждён медалью «За восстановление предприятий чёрной металлургии Юга».
С 1955 года А. А. Лукаш был переведён на Ясиновского коксохимического завода Министерства чёрной металлургии Украинской ССР и назначен аппаратчиком, позже был повышен и назначен старшим аппаратчиком этого предприятия, работая старшим аппаратчиком постоянно добивался улучшения качества и увеличения объёмов выпускаемой продукции. С 1966 по 1970 год в период восьмой пятилетки, А. А. Лукаш добился досрочного выполнения и перевыполнения взятых на себя обязательств.
30 марта 1971 года Указом Президиума Верховного Совета СССР «за выдающиеся успехи, достигнутые в восьмой пятилетки (1966—1970) и выполнении взятых на себя обязательств» Александр Александрович Лукаш был удостоен звания Героя Социалистического Труда с вручением Ордена Ленина и золотой медали «Серп и Молот».
С 1998 года в возрасте семидесяти лет вышел на заслуженный отдых, после выхода на пенсию занимался общественной деятельностью, был членом «Совета ветеранов» Кировского района города Донецка.
Скончался 16 октября 2022 года.

## Награды
- Медаль «Серп и Молот» (30.03.1971)
- Орден Ленина (30.03.1971)
- Медаль «За восстановление предприятий чёрной металлургии Юга»
- Медаль «В ознаменование 100-летия со дня рождения Владимира Ильича Ленина»